# District de Hangu (Pakistan)
Pour les articles homonymes, voir Hangu.
Le district d'Hangu (en ourdou : ضلع ہنگو) est une subdivision administrative de la province de Khyber Pakhtunkhwa au Pakistan. Constitué autour de sa capitale Hangu, le district est entouré par les agences tribales du Waziristan du Nord, de Kurram et d'Orakzai à l'ouest et au nord. À l'est, on trouve le district de Kohat et au sud le district de Karak.
Créé en 1996, le district de Hangu est peuplé de près d'un demi-million d'habitants en 2023, surtout des Pachtounes. C'est une région montagneuse et rurale, peu développée et éloignée des grands centres économiques du Pakistan. Elle est bordée par les régions tribales.

## Histoire

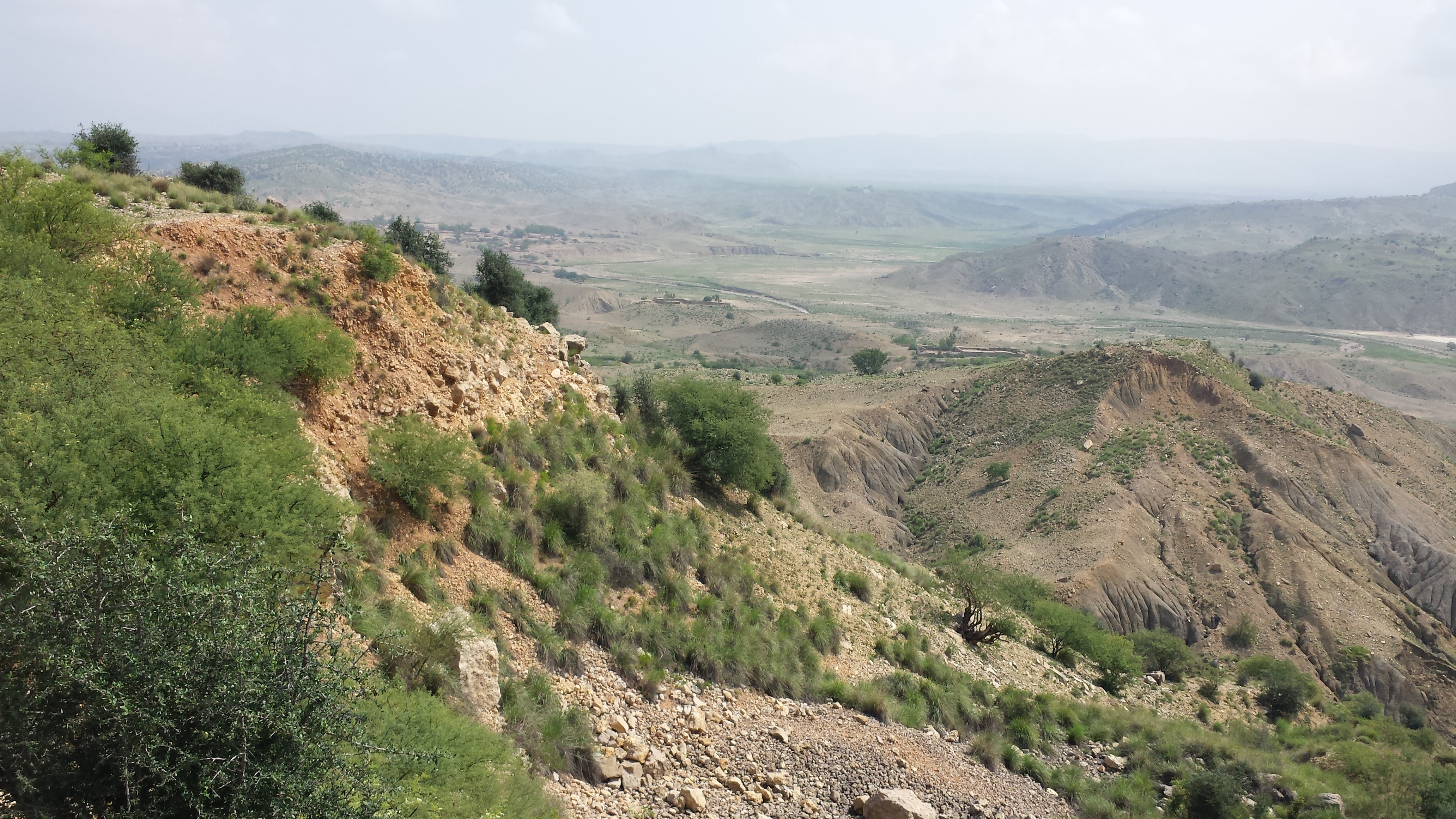
La vallée de Navidhand.

La région de Hangu a été sous la domination de diverses puissances au cours de l'histoire, notamment le Sultanat de Delhi puis l'Empire moghol, sous lequel la tribu pachtoune Durranis s'étend sur Bannu. Cette dernière a ensuite été prise par l'Empire sikh en 1818, puis en 1848, elle est conquise par le Raj britannique. 
En 1947, Hangu est intégré au Pakistan à la suite de la partition des Indes, bien que la zone ait longtemps soutenu le mouvement Khudai Khidmatgar qui s'était opposé au mouvement pour le Pakistan. Des minorités hindoues et sikhes quittent alors la région pour rejoindre l'Inde. De petites communautés sikhes vivent toujours à Hangu, malgré des persécutions. 
Le district de Hangu a été créé le 30 juin 1996 en divisant le district de Kohat.

## Démographie
Lors du recensement de 1998, la population du district a été évaluée à 314 529 personnes, dont environ 20 % d'urbains, contre 33 % au niveau national et 17 % au niveau provincial. Le taux d'alphabétisation était de 30 % environ, soit moins que la moyenne nationale de 44 % et que la moyenne provinciale de 35 %. Il se situe à 53 % pour les hommes et 10 % pour les femmes, soit un différentiel de 43 points, bien supérieur aux 23 points pour l'ensemble du pays ainsi qu'à celui de la province de 32 points.
Le recensement suivant mené en 2017 pointe une population de 518 798 habitants, soit une croissance annuelle de 2,66 %, inférieure à la moyenne provinciale de 2,9 % mais supérieure à la moyenne nationale de 2,4 %. Le taux d'urbanisation reste lui semblable, autour de 20 % mais l'alphabétisation progresse à 43 %, dont 68 % pour les hommes et 23 % pour les femmes. 
D'après le recensement de 2023, la population atteint 528 902 habitants. L'alphabétisation stagne, à 43 %, bien moins que la moyenne provinciale de 51 %, dont 66 % pour les hommes et 22 % pour les femmes.
La population du district est très majoritairement d'ethnie pachtoune puisque la langue pachto est parlée par plus de 99 % des habitants en 2023. 
La population du district est très largement musulmane à plus de 99 % de la population en 2023. Les minorités religieuses sont très faiblement représentées : presque 2 300 chrétiens et 300 hindous.

## Administration

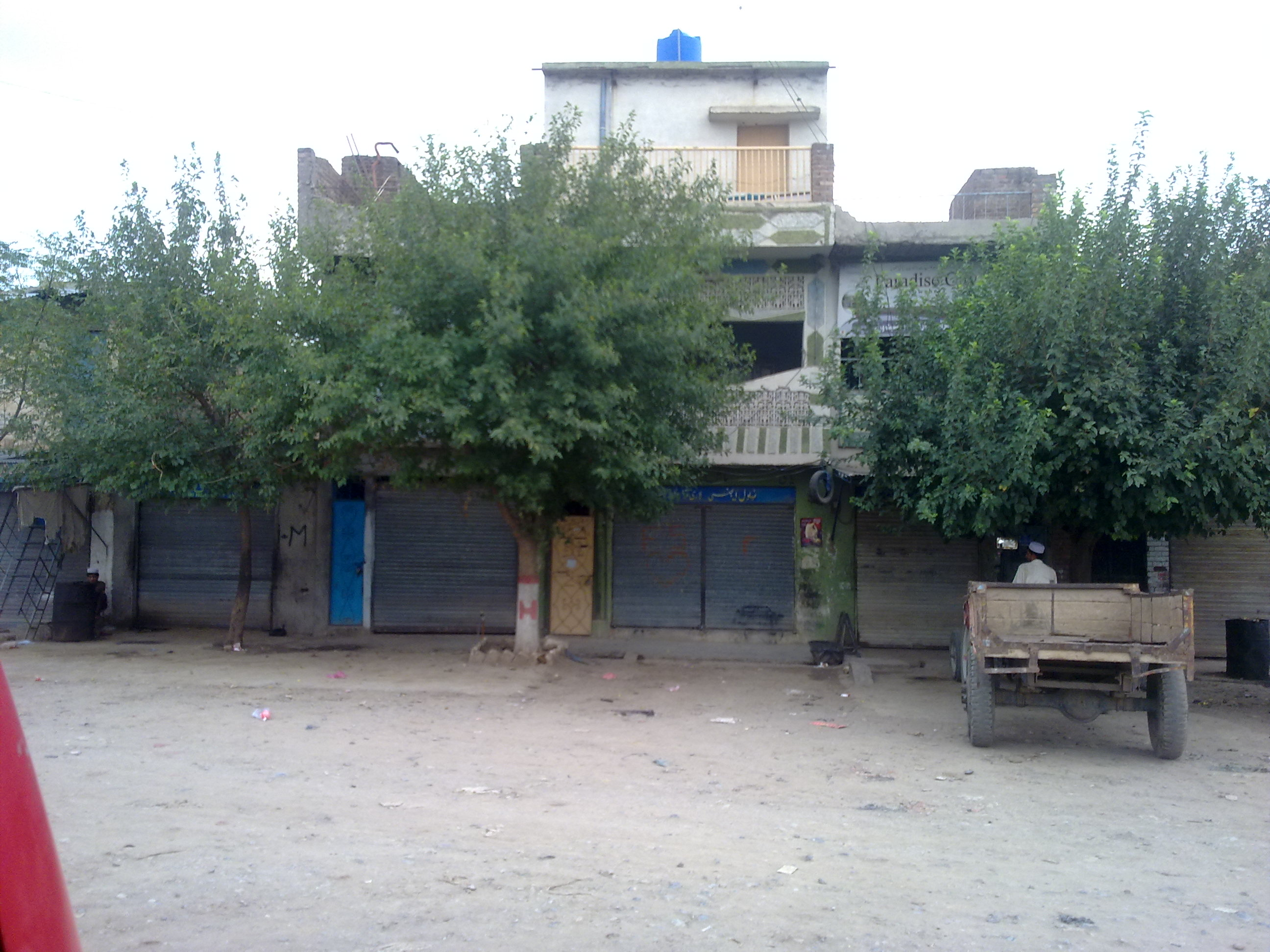
La ville de Thall.

Le district est divisé en deux tehsils, Hangu et Thall, ainsi que 11 Union Councils.
| Tehsil | Population (rec. 2023) |
| ------ | ---------------------- |
| Hangu  | 280 883                |
| Thall  | 248 019                |

Le district compte trois villes, à savoir la capitale Hangu, qui regroupe à elle seule près de 8 % de la population totale du district et la moitié de la population urbaine, selon le recensement de 2023.
| Ville | Population (rec. 2023) |
| ----- | ---------------------- |
| Hangu | 43 642                 |
| Thall | 30 977                 |
| Doaba | 11 108                 |

## Insurrection islamiste
À cause de sa proximité avec les régions tribales, le district d'Hangu est au centre du conflit armé du Nord-Ouest du Pakistan et est régulièrement frappé par des attentats à la bombe.

## Politique

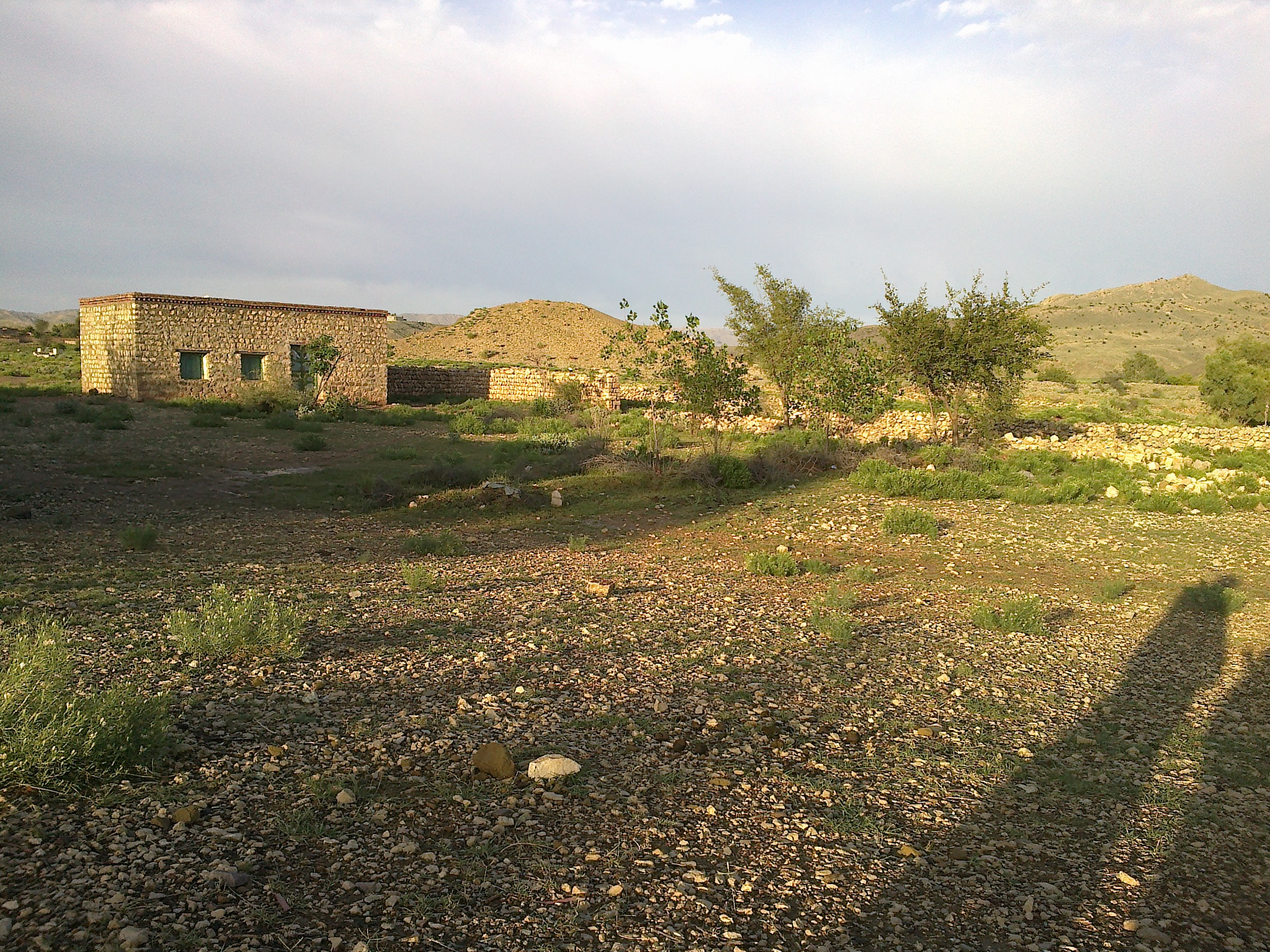
Le village de Navidhand.

De 2002 à 2018, le district est représenté par les deux circonscriptions no 42 et 43 à l'Assemblée provinciale de Khyber Pakhtunkhwa. Lors des élections législatives de 2008, elles ont été respectivement remportées par un candidat du Parti du peuple pakistanais (S) et un de la Jamiat Ulema-e-Islam (F), et durant les élections législatives de 2013, par un indépendant et de nouveau un candidat de la Jamiat. Le district est aussi représenté par la circonscription no 16 de l'Assemblée nationale. Durant les élections législatives de 2002, elle est remportée par un candidat de l'alliance islamiste Muttahida Majlis-e-Amal, durant les élections de 2008 par un candidat du Parti national Awami et durant les élections de 2013 par un candidat du Mouvement du Pakistan pour la justice.
Avec le redécoupage électoral de 2018, Hangu est représenté par la circonscription no 33 à l'Assemblée nationale et par les deux circonscriptions no 83 et 84 à l'Assemblée provinciale. Lors des élections de 2018, elles sont remportées par trois candidats du Mouvement du Pakistan pour la justice. 
| Parti                                       | Voix (national) | %       | Élus nationaux | Élus provinciaux |
| ------------------------------------------- | --------------- | ------- | -------------- | ---------------- |
| Mouvement du Pakistan pour la justice       | 28 882          | 36,93 % | 1              | 2                |
| Muttahida Majlis-e-Amal                     | 28 154          | 36,00 % | 0              | 0                |
| Parti du peuple pakistanais                 | 3 652           | 4,67 %  | 0              | 0                |
| Parti national Awami                        | 2 769           | 3,54 %  | 0              | 0                |
| Indépendants                                | 14 754          | 18,86 % | 0              | 0                |
| Total exprimés (participation : 28,47 %)    | 78 211          | 100 %   | 2              | 2                |
| Source : Commission électorale du Pakistan. |                 |         |                |                  |